# Araneus praedatus
Araneus praedatus är en spindelart som först beskrevs av O. Pickard-Cambridge 1885.  Araneus praedatus ingår i släktet Araneus och familjen hjulspindlar. Inga underarter finns listade i Catalogue of Life.